# Hymenostegia aubrevillei
Hymenostegia aubrevillei es un árbol de tamaño mediano de la familia Fabaceae que se encuentra en hábitats  riparios. Es endémica de Costa de Marfil, Ghana (en las colinas de Krokosua y a través del corredor Togo-Dahomey), Nigeria. Está amenazada por la pérdida de hábitat debido a la deforestación, la minería y la agricultura, así como los incendios.